# Pierre de Cébazat
Pierre de Cébazat ou Petro de Sabazaco est un architecte ou administrateur ou maître d'œuvre français ayant vécu au XIVe siècle. Pierre de Cébazat est probablement né entre 1300 et 1320, probablement dans la commune de Cébazat au nord de l'actuelle ville de Clermont-Ferrand, et est décédé après 1355.

## Cathédrale de Clermont
Pierre de Cébazat serait un des quatre principaux architectes de la Cathédrale Notre-Dame-de-l'Assomption de Clermont-Ferrand aux XIIIe et XIVe siècles. De 1340 à 1355 il aurait poursuivi l'œuvre de Jean Deschamps et achevé notamment les trois travées de la nef qui permettaient de rejoindre les tours romanes de l'église d'Étienne II. Les troubles de la guerre de Cent ans ne lui auraient pas laissés le temps d'achever son œuvre. (Les travaux ne seront repris qu'au XIXe siècle par Eugène Viollet-le-Duc.) 
On attribue à Pierre de Cébazat les réalisations suivantes :
À l'intérieur :
Une portion considérable des trois travées de nef qui précèdent le transept, et les chapelles qui s'ouvrent sur les collatéraux de la net au nord et au midi.
À l'extérieur :
Les clôtures correspondantes, sauf la clôture de la troisième chapelle de la basse nef du midi qui appartient au XVe siècle.
La façade méridionale entière, dont la rose seule est un peu postérieure; plusieurs détails de la façade septentrionale, comme la rose, le trumeau du portail. 
Cependant, d'après Anne Courtillé il est abusif d'attribuer à Pierre de Cébazat une fonction d'architecte concernant la cathédrale et la deuxième campagne qui voit la construction de la nef doit plutôt être attribuée à un ou plusieurs anonymes.

## Abbaye de la Chaise-Dieu
De 1344 à 1346 Pierre de Cébazat aide Hugues Morel pour l'édification de l'Abbaye de la Chaise-Dieu. Il est maître de la fabrique (magistri fabrice) avec Pierre Falciat et ils bénéficient tous deux des mêmes conditions que Hugues Morel. (Il reçoit d'abord un salaire quotidien réglé par convention spéciale entre lui et l'administrateur; aussi la quotité n'en est-elle pas inscrite dans les comptes généraux; il devait être de 4 sous tournois. Puis annuellement le prix : i° de 4 setiers de seigle (évalués 62 sous tournois); 2° de 2 muids de vin (6 livres tournois); 3° de la viande d'un bœuf entier (40 sous tournois); 4° du bois de chauffage nécessaire à sa maison (20 sous tournois); une indemnité de logement pour lui, sa femme et sa famille, et enfin des robes fourrées suivant ses besoins, précaution bien nécessaire à la Chaise-Dieu.)
Pierre de Cébazat est désigné trois fois dans les comptes aux années 1344, 1345 et 1346 avec le titre de magister ecclesie Clar et magister fabrice Clar (ou magister ecclesie Claromontensis et magister fabrice Claromontensis de 1344 à 1347, d'après Anne Courtillé). Pendant ces trois années il ne dut pas résider à la Chaise-Dieu d'une manière constante, comme les deux autres maîtres, car il ne jouit pas des indemnités de logement et d'entretien stipulés plus haut, mais seulement d'appointements annuels de 10 livres tournois.
D'après Anne Courtillé il aurait été davantage un administrateur qu'un architecte.

## Église Notre-Dame de Montferrand
Il a été suggéré que Pierre de Cébazat avait pu prendre part à la construction de l'église Notre-Dame de Montferrand, élevée dans la seconde moitié du XIVe siècle, et qui présente, comme celle de la Chaise-Dieu, des contreforts sans arcs-boutants et des fenêtres à un seul meneau.  